# Messein
Messein ist eine französische Gemeinde mit 1994 Einwohnern (Stand 1. Januar 2022) im Département Meurthe-et-Moselle in der Region Grand Est (bis 2015 Lothringen). Die Einwohner werden Messinois genannt.

## Geografie
Die Gemeinde Messein liegt acht Kilometer südlich von Nancy am Ufer des Canal des Vosges, der parallel zur südlich verlaufenden Mosel führt. Zwischen Kanal und Mosel erstrecken sich zwei Seen (le Petit Étang, le Grand Étang), die der Naherholung dienen. In Messein zweigt der Canal de jonction de Nancy vom Canal des Vosges ab. Er führt südlich um Nancy herum zum Rhein-Marne-Kanal.

## Geschichte
Gegen 400 v. Chr. befand sich an der Stelle des heutigen Messein eine befestigte Siedlung des keltischen Stammes der Leuci – das sogenannte „Camp d’Affrique“. Überreste der etwa 800 m langen Umwallung sind noch heute erkennbar.
Später siedelten sich hier Gallorömer an. Aus dieser Zeit stammt auch der Name Messinum. Im Mittelalter gewann der Ort durch nahegelegene Eisenminen an Bedeutung. Noch heute ist die Gegend von der Stahlindustrie geprägt.

### Bevölkerungsentwicklung

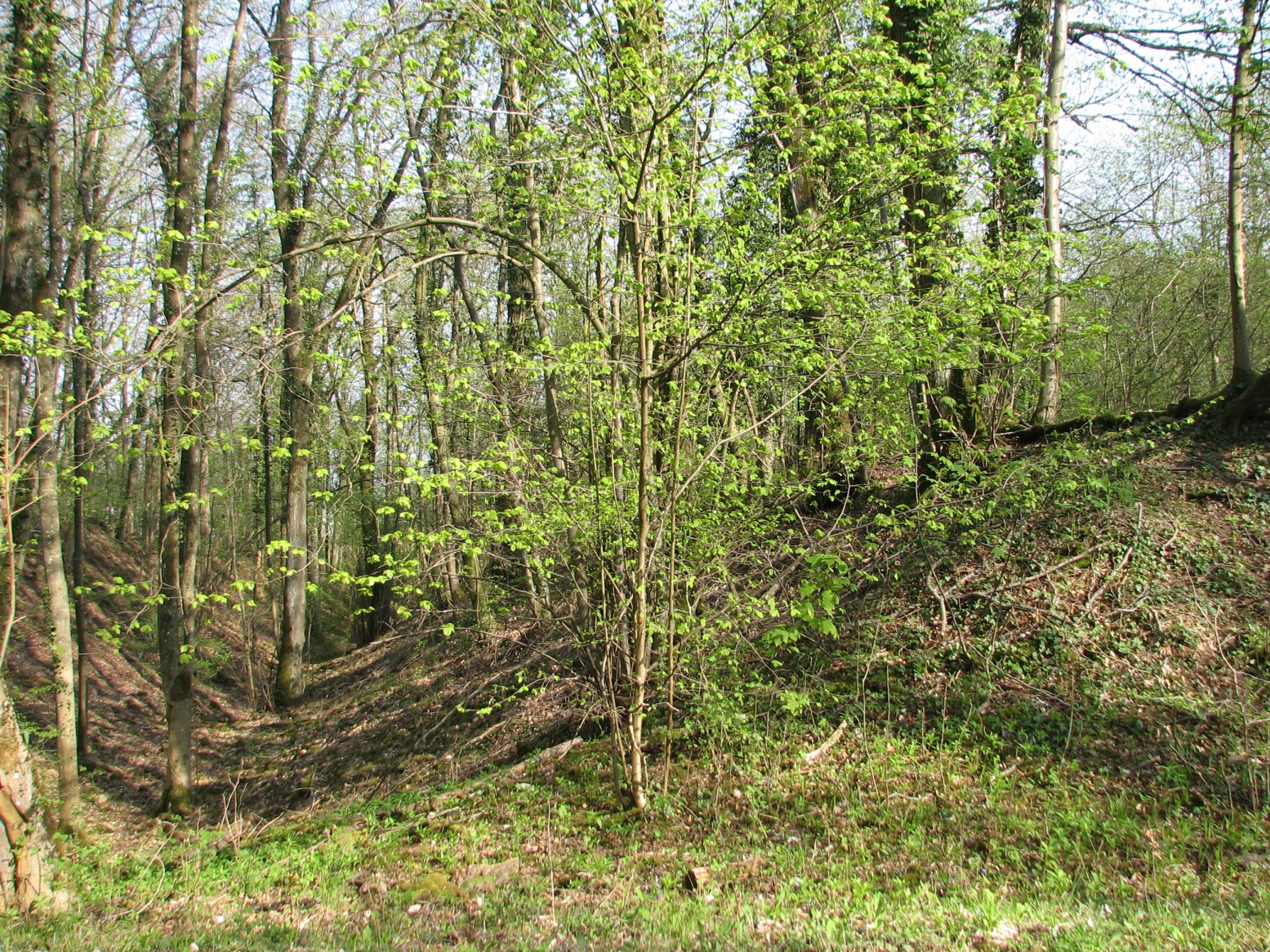
Camp d’Affrique, Monument historique

| Jahr      | 1962 | 1968 | 1975 | 1982 | 1990 | 1999 | 2007 | 2019 |
| Einwohner | 1158 | 1212 | 1204 | 1445 | 1508 | 1499 | 1650 | 1876 |

## Partnerschaft
Messein unterhält freundschaftliche Beziehungen mit der deutschen Gemeinde Wendelsheim in Rheinhessen.